# Meredith Brooks
Meredith Ann Brooks (Oregón, 12 de junio de 1958) es una cantante, compositora, guitarrista y productora musical estadounidense que consiguió reconocimiento mundial en la década de 1990 con su álbum Blurring the Edges y especialmente con el sencillo "Bitch", producción que le valió una nominación a los premios Grammy en 1998 por "mejor interpretación vocal de rock" y por "mejor canción de rock". En 1998 publicó el álbum Deconstruction, producción que no logró los resultados comerciales esperados, al igual que sus siguientes álbumes de estudio, Bad Bad One (2002), Shine (2004) e If I Could Be... (2007).

## Carrera

### Década de 1990
En 1995 Brooks firmó un contrato discográfico con el sello Capitol Records. Dos años después fue publicado su primer sencillo, titulado "Bitch", el cual le valió una nominación para el premio Grammy a mejor intérprete femenina de rock. El sencillo logró la certificación de disco de platino en tierras australianas. Su álbum debut Blurring the Edges se convirtió también en disco de platino y alcanzó la posición número 22 en la lista de éxitos Billboard 200 en los Estados Unidos. El álbum fue producido por David Ricketts, que se encargó de tocar los teclados en el disco. 
Tras el éxito de "Bitch", Meredith publicó su segundo sencillo, titulado "I Need", el cual tuvo un vídeo musical que pasó casi inadvertido debido al éxito de su primer sencillo. El tercer sencillo fue "What Would Happen", con el que logró un éxito moderado pero que finalmente se posicionó bien en las listas de éxitos de su país e internacionalmente. Ese mismo año participó en el festival  Lilith Fair junto a artistas como Sarah McLachlan, Sheryl Crow, Jewel y Lisa Loeb. Entre 1997 y 1998 dio conciertos en su país natal y en Europa. Para capitalizar la fama obtenida por la artista, el 11 de noviembre de 1997 fue publicado un álbum titulado See It Through My Eyes, con grabaciones originales de la década de 1980.
El 30 de marzo de 1998 Brooks se encargó de abrir un concierto de Rolling Stones en Argentina. Durante su presentación, el público empezó a reclamar la presencia en el escenario de la banda británica, arrojando tampones y piedras al escenario, golpeando a Meredith en un ojo. Al día siguiente Brooks salió al escenario usando una camiseta de la selección argentina de fútbol, pero el público nuevamente se mostró muy agresivo. Después de interpretar la canción "Bitch", arrojó la camiseta al suelo y se retiró del escenario.
Un año después fue publicado el álbum Deconstruction. Aunque Meredith decidió realizar la promoción de esta nueva producción en tierras europeas debido al auge de la música pop allí, el álbum no tuvo una buena acogida. La canción "Sin City" fue utilizada en la película Snake Eyes de Nicholas Cage, y se grabó un vídeoclip para el sencillo "Lay Down (Candles in the Rain)".

### Década de 2000
Luego del fracaso comercial que representó Deconstruction, Meredith terminó su relación laboral con Capitol y en el año 2002 firmó un contrato con el sello independiente Gold Circle Records, con el que publicó su tercer álbum de estudio, Bad Bad One. El sencillo "Shine" logró ubicarse en la posición n.º 35 en las listas de éxitos. Ese mismo año produjo el álbum BareNaked de la cantante y actriz Jennifer Love Hewitt y apareció en el programa Divas Las Vegas de VH1 junto a Celine Dion y Anastacia.
Brooks firmó un contrato con la disquera SLG Records y publicó nuevamente Bad Bad One con el nombre de Shine en 2004. La canción homónima fue usada como tema principal en el programa de televisión Dr. Phil entre 2004 y 2008. En 2007 Brooks grabó un álbum de música infantil titulado If I Could Be....

## Discografía

### Álbumes de estudio
| Año  | Álbum                  | Billboard 200 |
| ---- | ---------------------- | ------------- |
| 1997 | Blurring the Edges     | 22            |
| 1997 | See It Through My Eyes | -             |
| 1999 | Deconstruction         | -             |
| 2002 | Bad Bad One            | -             |
| 2007 | If I Could Be...       | -             |

### Sencillos
| Año  | Sencillo                         | Posición en listas | Posición en listas | Posición en listas | Posición en listas | Posición en listas | Posición en listas | Posición en listas | Posición en listas | Posición en listas | Álbum              |
| Año  | Sencillo                         | EE. UU.            | EE. UU.            | EE. UU.            | EE. UU.            | Reino Unido        | Irlanda            | P.Bajos            | Australia          | N.Zelanda          | Álbum              |
| Año  | Sencillo                         | Hot 100            | Main Top 40        | Adult Top 40       | Modern Rock        | Reino Unido        | Irlanda            | P.Bajos            | Australia          | N.Zelanda          | Álbum              |
| ---- | -------------------------------- | ------------------ | ------------------ | ------------------ | ------------------ | ------------------ | ------------------ | ------------------ | ------------------ | ------------------ | ------------------ |
| 1997 | "Bitch"                          | 2                  | 1                  | 14                 | 4                  | 6                  | 12                 | 15                 | 2                  | 4                  | Blurring the Edges |
| 1997 | "I Need"                         | —                  | —                  | —                  | —                  | 28                 | —                  | —                  | —                  | —                  | Blurring the Edges |
| 1998 | "What Would Happen"              | 46                 | 15                 | 21                 | —                  | 49                 | —                  | —                  | —                  | —                  | Blurring the Edges |
| 1998 | "Stop"                           | —                  | 40                 | —                  | —                  | —                  | —                  | —                  | —                  | —                  | Blurring the Edges |
| 1999 | "Lay Down (Candles in the Rain)" | —                  | —                  | —                  | —                  | —                  | —                  | 81                 | —                  | —                  | Deconstruction     |
| 1999 | "Shout"                          | —                  | —                  | —                  | —                  | —                  | —                  | —                  | —                  | —                  | Deconstruction     |
| 2004 | "Shine"                          | —                  | —                  | 35                 | —                  | —                  | —                  | —                  | —                  | —                  | Bad Bad One        |
| 2004 | "You Don't Know Me"              | —                  | —                  | —                  | —                  | —                  | —                  | —                  | —                  | —                  | Bad Bad One        |
| 2004 | "Where Lovers Meet"              | —                  | —                  | —                  | —                  | —                  | —                  | —                  | —                  | —                  | Bad Bad One        |